# Siegfried von Forstner
Freiherr Siegfried von Forstner (19 de setembro de 1910 - 13 de outubro de 1943) foi um comandante de U-Boot que serviu na Kriegsmarine durante a Segunda Guerra Mundial.